# Casa Geschader
Casa Geschader è un edificio storico del centro storico di Šumperk. Prende nome dall'ultimo proprietario, Alois Geschader. I primi documenti arrivatici risalgono al 1535. 
L'edificio ha assunto la forma odierna dopo una ristrutturazione del XVIII secolo. La casa è protetta dalle leggi di tutela dei monumenti storici e culturali della Repubblica Ceca.

## Storia

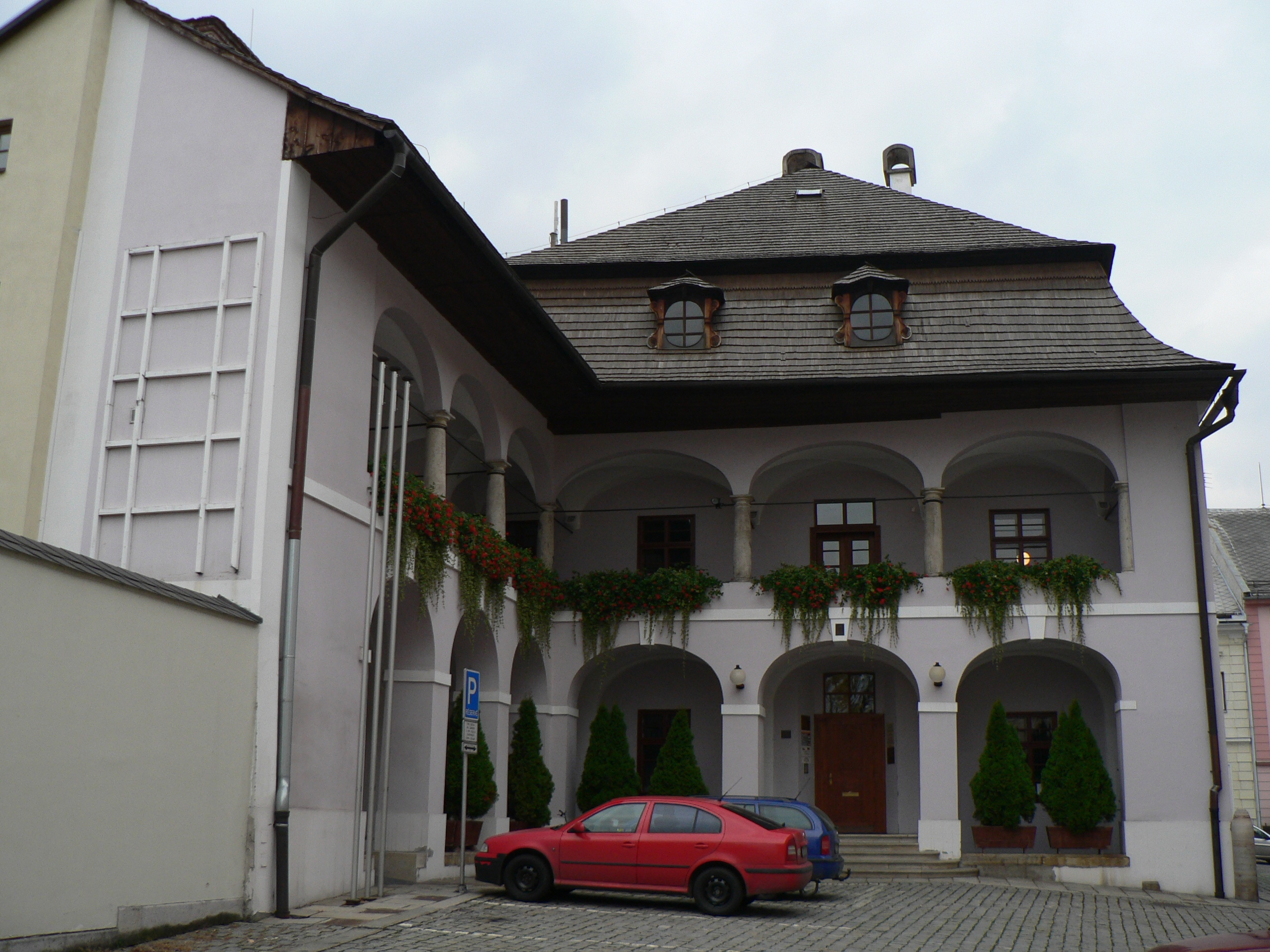
Casa Geschader nel 2008

Probabilmente la casa fu costruita nel complesso del convento dei domenicani. A metà del XVII secolo l'acquistò Valentin Peschke, che era un produttore del tessuto chiamato trip. Il figlio, Heinrich Peschke, che insieme ai fratelli aveva ereditato la casa e la formula per la produzione del tessuto, fu uno dei più grandi personaggi della storia di Šumperk. La sua ricchezza lo mise in contatto con le persone più influenti dell'epoca e raggiunse la carica di sindaco della città negli anni '70 del XVII secolo. Nel periodo dell'inquisizione fu accusato insieme alla moglie di stregoneria e di partecipare alle orge delle streghe.  Infine morì in carcere dopo parecchi anni di tortura. L'inquisitore Heinrich Boblig von Edelstadt non ottenne mai nessuna prova della sua colpa, perché non la riconobbe mai.
Dopo la sua morte la casa ebbe diversi proprietari. L'ultimo fu il mercante Alois Geschader e la casa ancora adesso porta il suo nome. Nel 1901 passò nelle mani del comune.
Negli anni 1994-1995 la casa fu ristrutturata e la cerimonia di apertura si svolse il 26 agosto 1995. Oggi nella casa Geschader c'è la sede di un'associazione che promuove la comprensione reciproca e il superamento delle divisioni storiche tra i cechi e i tedeschi.

## Collezione
Nello scantinato gotico originario, dal 2010 è collocata un'esposizione intitolata “I processi alle streghe”. Essa presenta gli avvenimenti storici dalla 2ª metà del XVII secolo.
L'esposizione utilizza una tecnologia per la visita guidata, il guidePORT, grazie alla quale i visitatori possono muoversi liberamente senza l'accompagnamento di una guida.
La Casa Geschader fa parte di un percorso collegato a una pista ciclabile che attraversa tutti i luoghi dove sono avvenuti i processi dell'inquisizione, a partire da Mohelnice passando per Zlaté Hory e arrivando fino a Nysa nel territorio della Polonia.